# Mohamed Hassan (Tennisspieler)
Mohamed Hassan (* 10. Oktober 1995 in Algier) ist ein algerischer Tennisspieler.

## Karriere
Hassan gab 2011 sein Debüt auf der drittklassigen ITF Future Tour in seiner Heimatstadt Algier gegen Guillaume Rufin, wo er glatt 0:6, 0:6 verlor. 2014 konnte er in Marokko erstmals eine zweite Runde erreichen, scheiterte jedoch an Tak Khunn Wang. Im Doppel konnte er bislang einmal über die zweite Runde hinauskommen.
Mehr Erfolg hat Hassan in der algerischen algerischen Davis-Cup-Mannschaft, in der er seit 2012 spielt, und eine Bilanz von 15:27 hat. Im Einzel gewann er 13 seiner 28 Matches.
2023 wurde Hassan wegen Matchmanipulation lebenslang gesperrt.